# Ведьмовская шляпа

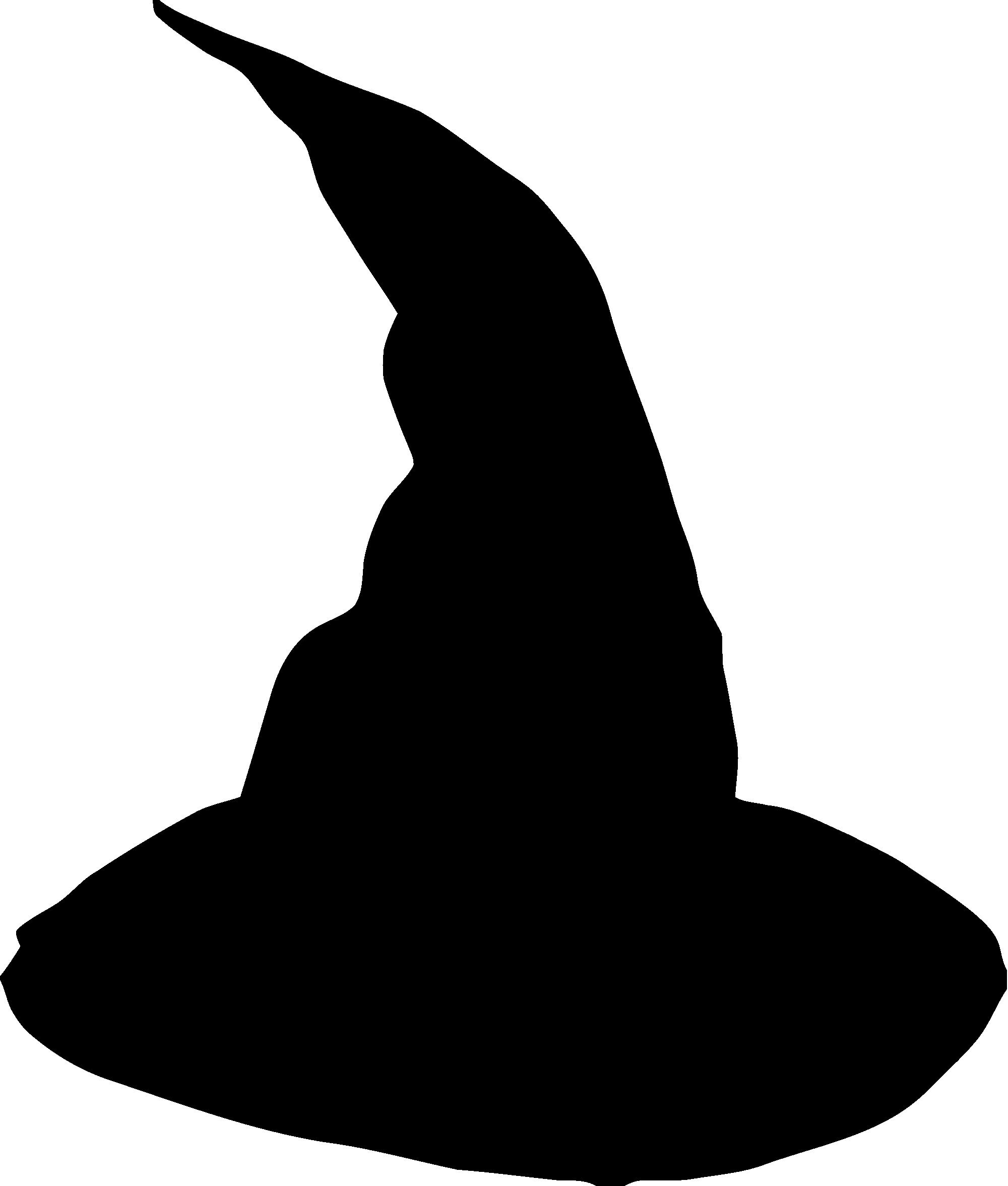
Ведьмовская шляпа в популярной культуре

Ведьмовская шляпа, ведьмовской колпак — вид шляпы, которую носят ведьмы в западной популярной культуре, то есть остроконечная шляпа с широкими полями. В зависимости от материала шляпы её тулья часто наклонена или помята.

## Описание

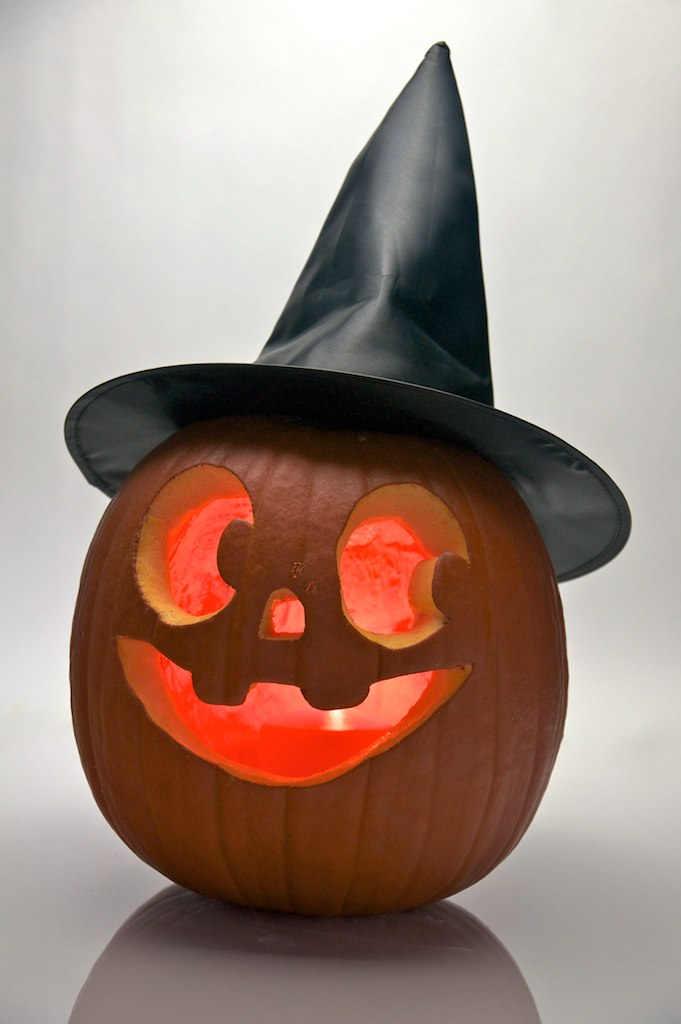
Джек-фонарь в стереотипной ведьмовской шляпе. Художник Дэвид Логган

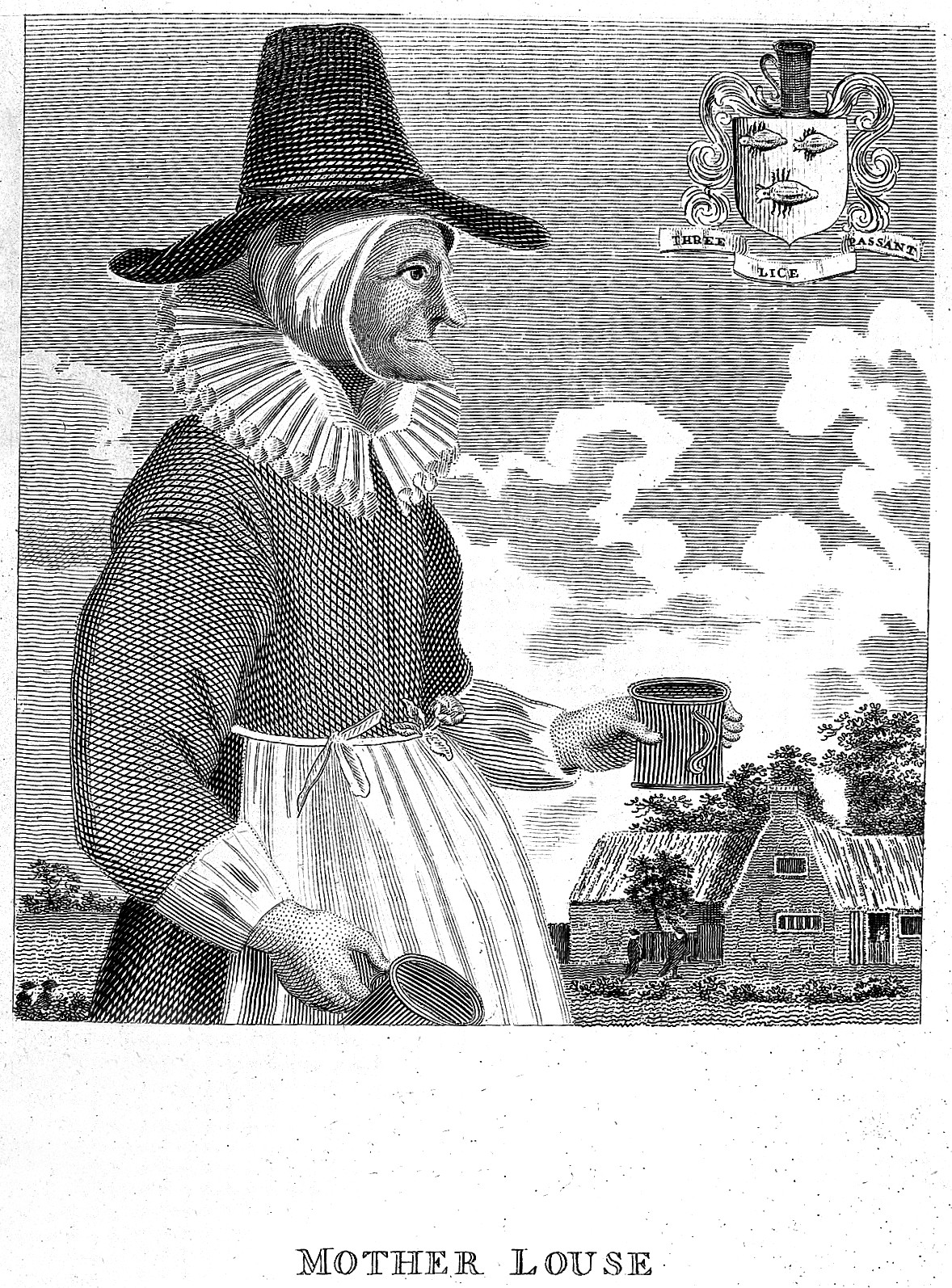
Мать Лауз, печально известная эльвайф из Оксфорда середины XVII века.

Происхождение ведьмовской шляпы известной сегодня является предметом дискуссии.
По одной из наиболее ранних теорий вид шляп заимствован у мумифицированных останков «ведьм» из Субеши, которые носили очень высокие остроконечные чёрные шляпы, напоминающие головные уборы ведьм Средневековой Европы. Субеши, датируемый IV—II веками до нашей эры, расположен в высоком ущелье на восток от города Турфана.
По другой теории такие шляпы возникли из-за антисемитизма. В 1215 году Четвертый Латеранский собор издал указ, по которому все евреи должны были носить отличительный остроконечный головной убор. Позже этот тип шляпы стал ассоциироваться с чёрной магией, поклонением Сатане и другими действиями, в которых обвинялись евреи.
Ещё одна теория утверждает, что стереотипный образ ведьмовской шляпы появился из-за антиквакерских предрассудков. Хотя шляпы, которые традиционно носили сами квакеры, не были остроконечными, вид квакерских головных уборов был предметом культурного конфликта, и вполне возможно, что негативная реакция пуритан на квакеров в середине XVIII века способствовала тому, что их шляпы стали частью демонической иконографии.
Очередная теория предполагает, что шляпы ведьм произошли от особых головных уборов эльвайфов, женщин которые варили эль или пиво на продажу. Предположительно, эти шляпы приобрели негативный оттенок, когда пивоваренная промышленность, в которой преобладали мужчины, обвинила женщин в продаже разбавленного или испортившегося пива. В сочетании с распространённым подозрением, что женщины со знанием трав имеют отношение к оккультизму, шляпа эльвайфов могла начать ассоциироваться с колдовством.

## Популяризация
В романе Фрэнка Баума «Удивительный волшебник из страны Оз» 1900 года были представлены иллюстрации, изображавшие Злую ведьму Запада в высокой конической шляпе. Этот модный аксессуар был перенесён в экранизацию 1939 года, в которой Злую ведьму сыграла актриса Маргарет Хэмилтон.

## В культуре
Эту шляпу носили следующие вымышленные персонажи:
- Злая ведьма Запада, «Удивительный волшебник из страны Оз», 1900
- Гэндальф, «Хоббит, или Туда и обратно» и «Властелин колец», 1937
- Дженифер (Вероника Лейк), «Я женился на ведьме», 1942
- Саманта Стивенс, комедия «Моя жена меня приворожила», 1964
- Орко, «Хи-Мэн и властелины вселенной», 1983
- Минерва Макгонегел, «Серия романов о Гарри Поттере», 1997 (один из персонажей сам является шляпой — Сортировочная шляпа, остроконечные шляпы носят студенты школы колдовства и магии, хотя они редко встречаются в экранизации)
- Бефана в итальянской мифологии.